# Alessandro Bressanello

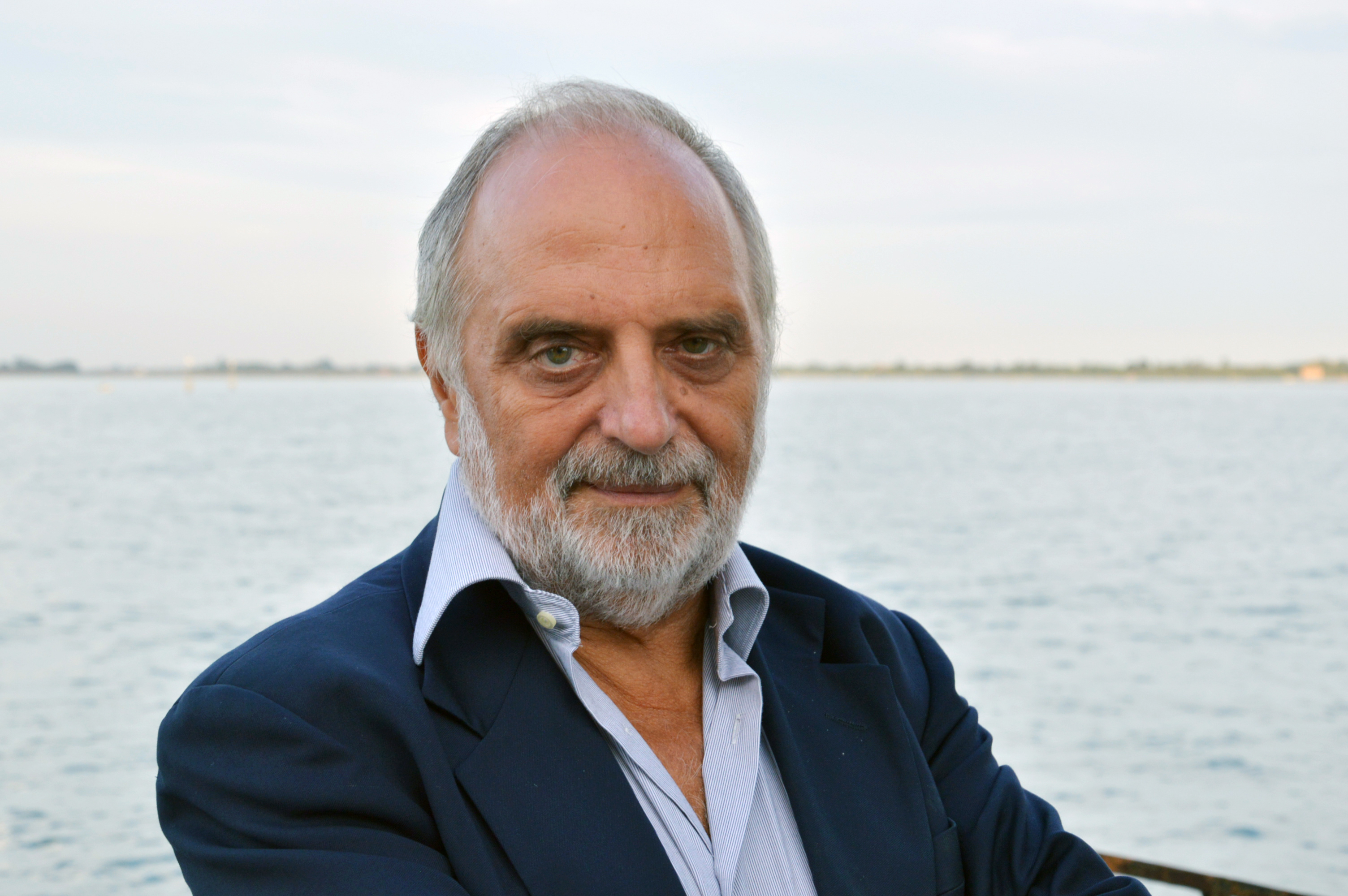
Alessandro Bressanello

Alessandro Bressanello (Venezia, 18 novembre 1948) è un attore e regista italiano.

## Biografia
Ha partecipato tra cinema e televisione, a più di ottanta film in tutta la sua carriera, non trascurando, però, il teatro con il quale convive da quaranta anni lavorando in circa quaranta spettacoli presentati in più di 20 paesi. Ha fondato, tra gli altri il TAG Teatro negli anni '70, il Teatro Nuovo di Venezia e Produzioni Teatrali Veneziane, è stato coordinatore artistico del Carnevale di Venezia dal 1995 al 2003. Come regista ha diretto più di trenta tra spettacoli, opere barocche e teatro di piazza prodotti in diversi paesi. Al cinema debutta nel 1989 nel film Rosso veneziano. Nel 2007 è protagonista nel film Carlo Goldoni: Venezia, Gran Teatro del mondo di Alessandro Bettero. Nel 2012 è Mariano Rumor in Romanzo di una strage di Marco Tullio Giordana. Lavora con registi, come i fratelli Taviani (La masseria delle allodole), Gabriele Salvatores (Come dio comanda), Marco Tullio Giordana, Neri Parenti (Vacanze di Natale a Cortina), Carlo Vanzina, Sam Mendes (Spectre), e ancora Sole a catinelle di Gennaro Nunziante e Colpi di fortuna di Neri Parenti. Nel 2014 ha girato il film Le badanti (The Caretakes) di Marco Pollini, con il quale collabora di nuovo nel film Pop Black Posta. Nel 2020 ha girato ancora con Checco Zalone, Tolo Tolo, e, nel 2021, con Alex de la Iglesia in Veneciafrenia - Follia e morte a Venezia, e con Paolo Sorrentino in È stata la mano di Dio. Sono del 2022 Mancino naturale di Salvatore Allocca e Il signore delle formiche di Gianni Amelio, seguono produzioni internazionali, come Across the River and into the Trees (2022), regia di Paula Ortiz e Der Feind meines Feindes, film TV della ZDF, di Marcus O. Rosenmüller. Diverse le produzioni tedesche, di cui da protagonista: Antonio, ihm schmecht’s nicht e Bella Germania. In tournée teatrale con I due gemelli veneziani di Carlo Goldoni, regia di Valter Malosti. Nel 2024 ritorna al cinema con Maria di Pablo Larraín, nel quale interpreta Meneghini, il marito della Callas (interpretata da Angelina Jolie) e nel film di Peter Greenaway Tower Stories (2025), con Dustin Hoffman. Sempre nel 2025 i lavori in The Great Arch, film francese, e in teatro con Primavera di Damiano Michieletto, sulla figura del compositore e violinista Antonio Vivaldi, tratto dal romanzo Stabat Mater di Tiziano Scarpa.

## Filmografia

### Attore

#### Cinema
- Rosso veneziano, regia di Étienne Périer (1989)
- The Bridge, regia di Garry Lane – cortometraggio (1995)
- La terza luna, regia di Matteo Bellinelli (1997)
- I figli del secolo, regia di Diane Kurys (1999)
- Flashback, regia di Franco Rado – cortometraggio (2005)
- Casanova, regia di Lasse Hallström (2006)
- La masseria delle allodole, regia di Paolo e Vittorio Taviani (2007)
- Carlo Goldoni: Venezia, Gran Teatro del mondo, regia di Alessandro Bettero (2007)
- The Fakir of Venice, regia di Anand Surapur (2008)
- K. Il bandito, regia di Martin Donovan (2008)
- Sanguepazzo, regia di Marco Tullio Giordana (2008)
- Come Dio comanda, regia di Gabriele Salvatores (2008)
- Blind Maze, regia di Heather Parisi (2009)
- L'appello, regia di Emilio Briguglio e Federico Rozas (2009)
- Precariamente instabili, regia di Luigi Scaglione (2009)
- Vacanze di Natale a Cortina, regia di Neri Parenti (2011)
- Romanzo di una strage, regia di Marco Tullio Giordana (2012)
- Buona giornata, regia di Carlo Vanzina (2012)
- My Name is Ernest, regia di Emilio Briguglio (2012)
- Colpi di fortuna, regia di Neri Parenti (2013)
- Sole a catinelle, regia di Gennaro Nunziante (2013)
- Non è mai colpa di nessuno, regia di Andrea Prandstraller (2013)
- Toscaanse bruiloft, regia di Johan Nijenhuis (2014)
- My name is Ernest di Emilio Briguglio (2014)
- Le badanti, regia di Marco Pollini (2015)
- Spectre, regia di Sam Mendes (2015)
- Pitza e datteri,  regia di Fariborz Kamkari (2015)
- Antonio, ihm schmeckt's nicht di Sven Hunterwald (2016)
- Dove cadono le ombre, regia di Valentina Pedicini (2017)
- The Aspern Papers, regia di Julien Landais (2018)
- Pop Black Posta, regia di Marco Pollini (2018)
- Fisch lernt fliegen, regia di Deniz Cooper (2018)
- Effetto domino, regia di Alessandro Rossetto (2019)
- Tolo Tolo, regia di Checco Zalone (2020)
- È stata la mano di Dio, regia di Paolo Sorrentino (2021)
- Veneciafrenia - Follia e morte a Venezia (Veneciafrenia), regia di Álex de la Iglesia (2022)
- Across the River and into the Trees, regia di Paula Ortiz (2021)
- Mancino naturale, regia di Salvatore Allocca (2021)
- Il signore delle formiche, regia di Gianni Amelio (2022)
- Le mie ragazze di carta, regia di Luca Lucini (2022)
- Mafia Mamma, regia di Catherine Hardwicke (2023)
- Maria, regia di Pablo Larraín (2024)
- La vita accanto, regia di Marco Tullio Giordana (2024)
- Tower Stories, regia di Peter Greenaway (2025)

#### Televisione
- Innamorarsi a Venezia, regia di Bobby Roth – film TV (1999)
- Mit deinen Augen, regia di Karl Kases – film TV (2004)
- Die Liebe ein Traum, regia di Xaver Schwarzenberger – film TV (2008)
- La magnifica coppa, regia di Michael Steinke – film TV (2009)
- Mai per amore, regia di Marco Pontecorvo – miniserie TV (2012)
- Donna Leon – serie TV (2013)
- Der Weg nach San José, regia di Roland Suso Richter – film TV (2014)
- Di padre in figlia, regia di Riccardo Milani – miniserie TV (2015)
- Mozart in the Jungle – serie tv (2016)
- Una pallottola nel cuore – serie TV (2018)
- Sankt Maik 2 – serie TV (2018)
- Volevamo andare lontano - Bella Germania – miniserie TV (2019)
- Der Feind meines Feindes di Marcus O. Rosenmüller – film TV (ZDF, 2021)

### Aiuto regista
- Fino alla fine del mondo, regia di Wim Wenders (1991)